# Liste des monuments classés du gouvernorat de Sidi Bouzid
Cette liste des monuments classés du gouvernorat de Sidi Bouzid est une liste des monuments historiques et archéologiques protégés et classés du gouvernorat de Sidi Bouzid établie par l'Institut national du patrimoine de Tunisie.

## Liste
| Identifiant monument | Site                    | Monument                                                 | Adresse | Date de classement     | Décret                 | Coordonnées                      | Illustration                              |                       |
| -------------------- | ----------------------- | -------------------------------------------------------- | ------- | ---------------------- | ---------------------- | -------------------------------- | ----------------------------------------- | --------------------- |
| 43-1                 | Ksar Lahmar             | Deux bassins circulaires                                 |         | 8 mai 1895             | 8 mai 1895             | à géolocaliser                   | Image manquante Téléverser                | Télécharger une image |
| 43-2                 | Ksar Lahmar             | Tombe romaine                                            |         | 8 mai 1895             | 8 mai 1895             | à géolocaliser                   | Image manquante Téléverser                | Télécharger une image |
| 43-3                 | Ksar Lahmar             | Bassin carré                                             |         | 8 mai 1895             | 8 mai 1895             | à géolocaliser                   | Image manquante Téléverser                | Télécharger une image |
| 43-4                 | Ksar Lahmar             | Église                                                   |         | 8 mai 1895             | 8 mai 1895             | à géolocaliser                   | Image manquante Téléverser                | Télécharger une image |
| 43-5                 | Bir El Hafey            | Mausolée hexagonal                                       |         | 26 janvier 1893        | 26 janvier 1893        | à géolocaliser                   | Image manquante Téléverser                | Télécharger une image |
| 43-6                 | Bir El Hafey            | Mausolée à l'inscription latine                          |         | 26 janvier 1893        | 26 janvier 1893        | à géolocaliser                   | Image manquante Téléverser                | Télécharger une image |
| 43-7                 | Henchir Srira           | Sanctuaire de Saturne                                    |         | 13 mars 1912           | 13 mars 1912           | à géolocaliser                   | Image manquante Téléverser                | Télécharger une image |
| 43-8                 | Henchir Srira           | Atelier de potier                                        |         | 13 mars 1912           | 13 mars 1912           | 35° 26′ 15″ nord, 9° 22′ 09″ est | Image manquante Téléverser                | Télécharger une image |
| 43-9                 | Aïn el-Hamima           | Palais                                                   |         | 8 mai 1895             | 8 mai 1895             | à géolocaliser                   | Image manquante Téléverser                | Télécharger une image |
| 43-10                | Foum el-Guelta          | Réservoir romain                                         |         | 12 mai 1901            | 12 mai 1901            | à géolocaliser                   | Image manquante Téléverser                | Télécharger une image |
| 43-11                | Henchir el-Baroud       | Grand réservoir polygonal Réservoirs                     |         | 8 mai 1895 12 mai 1901 | 8 mai 1895 12 mai 1901 | à géolocaliser                   | Image manquante Téléverser                | Télécharger une image |
| 43-12                | Henchir el-Baroud       | Citernes Citernes romaines                               |         | 8 mai 1895 12 mai 1901 | 8 mai 1895 12 mai 1901 | à géolocaliser                   | CiternesCiternes romaines                 | Télécharger une image |
| 43-13                | Henchir el-Baroud       | Basilique                                                |         | 12 mai 1901            | 12 mai 1901            | à géolocaliser                   | Basilique                                 | Télécharger une image |
| 43-14                | Henchir el-Baroud       | Restes du moulin à huile Pressoirs à huile               |         | 8 mai 1895 12 mai 1901 | 8 mai 1895 12 mai 1901 | à géolocaliser                   | Restes du moulin à huilePressoirs à huile | Télécharger une image |
| 43-15                | Henchir el-Hamima       | Tombe romaine                                            |         | 12 mai 1901            | 12 mai 1901            | à géolocaliser                   | Image manquante Téléverser                | Télécharger une image |
| 43-16                | Henchir Fanidek Dabdaba | Construction rectangulaire                               |         | 8 mai 1895             | 8 mai 1895             | à géolocaliser                   | Image manquante Téléverser                | Télécharger une image |
| 43-17                | Henchir Fanidek Dabdaba | Grand réservoir                                          |         | 8 mai 1895             | 8 mai 1895             | à géolocaliser                   | Image manquante Téléverser                | Télécharger une image |
| 43-18                | Henchir Fanidek Dabdaba | Ksar                                                     |         | 8 mai 1895             | 8 mai 1895             | à géolocaliser                   | Image manquante Téléverser                | Télécharger une image |
| 43-19                | Henchir Gatrana         | Trois mausolées                                          |         | 12 mai 1901            | 12 mai 1901            | à géolocaliser                   | Image manquante Téléverser                | Télécharger une image |
| 43-20                | Henchir Gatrana         | Réservoir à contreforts                                  |         | 12 mai 1901            | 12 mai 1901            | à géolocaliser                   | Image manquante Téléverser                | Télécharger une image |
| 43-21                | Mezzouna                | Ouvrage antique de dérivation hydraulique de Wadi Haddaj |         | 26 décembre 2022       | 26 décembre 2022       | à géolocaliser                   | Image manquante Téléverser                | Télécharger une image |
| 43-22                | Sidi Ali Ben Aoun       | Vestiges des aqueducs et du Majil Essmaoui               |         | 22 janvier 2024        | 22 janvier 2024        | à géolocaliser                   | Image manquante Téléverser                | Télécharger une image |
| 43-23                | Hichria                 | Vestiges de l'huilerie à Henchir Essnab                  |         | 22 janvier 2024        | 22 janvier 2024        | à géolocaliser                   | Image manquante Téléverser                | Télécharger une image |
| 43-24                | Hichria                 | Vestiges du Majil à Henchir Essnab                       |         | 22 janvier 2024        | 22 janvier 2024        | à géolocaliser                   | Image manquante Téléverser                | Télécharger une image |